# キーラ・コサリン
キーラ・ニコル・コサリン (Kira Nicole Kosarin, 1997年10月7日 - ) はアメリカ合衆国の女優、歌手である。ニコロデオンのTVシリーズ「超能力ファミリーサンダーマン」のフィービー・サンダーマン役として知られている。